# Jarva
Jarva (Cnidium) je rod vlhkomilných rostlin z čeledě miříkovitých.

## Výskyt
Rostliny jsou euroasijského původu, vyskytují se od západní přes střední a východní Evropu a střední Asii až po jižní části střední a východní Sibiře. Na severní straně je jejich areál ohraničen jihem Skandinávie, na jižní straně severem Španělska, Itálie a Balkánského poloostrova. Vyskytují se i ve východní Číně. Byly zavlečeny také na východ Spojených států, Kanady a na Aljašku. Nejčastěji rostou na dlouhodobě vlhkých zanedbaných územích, která mohou být i krátkodobě zaplavována vodou.
Je uznáváno přibližně 6 druhů rodu jarva.

## Popis
Jsou to jednoleté až vytrvalé rostliny dorůstající až do výše 1 m. Lodyha bývá málo rozvětvená. Listy ve spodní a střední části lodyhy jsou 1 až 3krát zpeřené, jejich koncové zvětšené lístky jsou obvejčité nebo kopinaté. Horní listy jsou menší s dlouhou objímavou pochvou. Jarva má vřetenovitý kořen s oddenky, na jeho vrcholu při povrchu půdy jsou obnovovací pupeny, z kterých u dvouletých nebo vytrvalých druhů z jara vyrůstají nové rostliny.
Květenství s drobných, převážně bisexuálních prvoprašných květů tvoří složené okolíky. Květy s 5 okvětními lístky, většinou bílými až mírně narůžovělými, mají pět tyčinek. Shora spodního semeníku, složeného ze dvou plodolistů, je nadplodní terč s nektarovými žlázami a dvě terčovité blizny. Opylování zajišťuje převážně létající hmyz. Plodem jsou dvounažky se dvěma oblými plůdky podélně rýhovanými.

## Význam
V Evropě je rod jarva ekonomicky bezvýznamný. V čínské a japonské medicíně se používá u nás nerostoucí jednoletá Cnidium monnieri (syn. Cnidium officinale, Cnidium japonicum). Využívá se vlastností jeho kořene a oddenků pomáhat při bolestech hlavy, závratích, únavě a při poruchách menstruace, jakož i při kožních onemocněních. Její semena jsou významným afrodisiakem vhodným stejnou mírou pro muže i ženy. Kořen jarvy je součástí léků proti obezitě u pacientů s metabolickým syndromem.